# جيمس بوكانان إيدز
جيمس بوكانان إيدز (بالإنجليزية: James Buchanan Eads) (1820 - 1887 م) هو مخترع ومهندس مدني أميركي مشهور عالميًا، حائز على أكثر من 50 براءة اختراع.
بنى عددا من الجسور الضخمة، كما اخترع حجرة الغوص أو ناقوس الغواص، نحو سنة 1848 م.

## مطلع حياته وتعليمه
ولد إيدز في لورنسبرغ، إنديانا، وسُميَّ تيمنًا بقريب والدته، الرئيس اللاحق للولايات المتحدة جيمس بوكانان. سعى والده توماس سي إيدز إلى جمع ثروة ولم يفلح الأمر وانتقلت العائلة عدة مرات. ترعرع إيدز في سانت لويس، ميسوري. خسرت العائلة كل ممتلكاتها في حريق باخرة عندما حطوا في سانت لويس عام 1833. فشلت مشاريع توماس إيدز التجارية في سانت لويس، فهجر عائلته وانتقل لأعلى النهر.
كان معظم تعليم جيمس إيدز ذاتيًا؛ وفي عمر الثالثة عشر ترك المدرسة من أجل أن يعمل ليساعد في إعالة عائلته. باع التفاح في شوارع سانت لويس ليعيل أخواته وأمه، واللواتي أداروا سكنًا داخليًا. كانت واحدة من بدايات وظائفه هي في متجر ويليامز ودوهرينغ للبضائع المجففة الذي يديره باريت ويليامز. سمح ويليامز لإيدز الشاب بقضاء الوقت في مكتبته الموجودة فوق المتجر. كان إيدز يقرأ كتبًا عن علوم الفيزياء والميكانيك والآليات والهندسة المدنية في وقت فراغه. حين أصبح إيدز ناجحًا في حياته لاحقًا وعانى ويليامز من الصعوبات، عامل إيدز كرم ويليامز معه بالمثل عن طريق إعطاءه المال ليعيش حياةً مريحة في شيخوخته.

## عائلته
(في عام 1842)، وقع إيدز في حب مارثا ديلون. كان والد مارثا هو باتريك ديلون وهو رجل أعمال مرموق في سانت لويس. لم يحصل الزوجان على مباركة باتريك، حيث أراد باتريك لابنته أن تتزوج شخصًا يملك المال والسلطة. في تشرين الأول عام 1845، تزوج جيمس ومارثا بدون قبول والدها.
انتقلت مارثا للعيش مع والدي إيدز في لاكلير، آيوا، بينما بقي إيدز في سانت لويس كي يؤسس لمسيرته بالأعمال الزجاجية. بالرغم من أن ذلك الترتيب المعيشي كان مؤقتًا، جعل فشله بالأعمال الزجاجية منه ترتيبًا دائمًا. كان لدى إيدز الكثير من الديون ليدفعها نتيجة فشل أعماله الزجاجية وعاد للعمل بالإنقاذ.
ماتت مارثا بالكوليرا في تشرين الأول عام 1852. لم تعش لتشهد نجاح إيدز. حين تقاعد إيدز من العمل في النهر بعد خمس سنوات من موت زوجته، كان قد جمع ثروة تقدر ب 5 دولارات أميركية.
تزوج إيدز مجددًا عام 1861 بعد تسع سنوات من موت مارثا.

## ثروته
صمم إيدز نموذجًا لقارب إنقاذ وعرض الرسومات على صانعي سفن، كالفن كيس وويليام نيلسون. بالرغم من أن إيدز لم يملك أي خبرة سابقة ولا أي رأس مال للمشروع، انبهر كيس ونيلسون به وأصبح الثلاثة شركاءً.
في ذلك الوقت، كان انتشال حطام السفن من نهر الميسيسيبي شبه مستحيل بسبب التيارات القوية. صنع إيدز ثروته الأولية في الإنقاذ عن طريق صنع جرس غطس، باستخدام برميل خمر بسعة 40 غالونًا أميركيًا (33 غالونًا إمبرياليًا، أو 150 لترًا) لاسترجاع البضائع الغارقة في كوارث القوارب. ابتكر قواربًا خاصة لرفع بقايا السفن الغارقة من قاع النهر. قام إيدز بالغطس بنفسه بالكثير من المرات لأن العمل كان خطيرًا جدًا. عَمَلُ إيدز أعطاهُ معرفة وثيقة بالنهر، حيث استكشف أعماقه من خليج المكسيك وصولًا إلى آيوا. بسبب خبرته المستفيضة بنهر الميسيسيبي (يُعادِل أي ربان نهر محترف) وقدرته الاستثنائية في الإبحار في أكثر المناطق المخادعة في نظام النهر وأسطوله الشخصي من قوارب العقبات ومراكب الإنقاذ، تم تقليده بأكثر ألقاب اللباقة قيمةً وهو لقب القبطان من قبل رجال نهر الميسيسيبي وأُشيرَ إليه بالقبطان إيدز على مر حياته.

## الحرب الأهلية
(في عام 1861)، تم دعوة إيدز إلى واشنطن بعد نشوب الحرب الأهلية الأميركية بناء على طلب صديقه، المدعي العام إدوارد بيتس، لطلب مشورته بخصوص الدفاع عن نهر الميسيسيبي. بعدها بفترة قصيرة، تم التعاقد معه على بناء سفن سيتي-كلاس المدرعة من أجل بحرية الولايات المتحدة، وقام بإنتاج 7 سفن مماثلة ضمن فترة خمس شهور. سانت لويس وكايرو وكارونديليت وسينسيناتي ولويسفيل وماوند سيتي وبيتسبرغ. كما حول باخرة النهر المسماة نيو إيرا إلى السفينة المدرعة إسيكس. قابل إيدز ضباط بحرية الأسطول الغربي مرارًا، واستخدم دروسهم المُتعلَّمة من المعارك لتحسين السفن خلال فترات الإصلاح ما بعد المعركة، وأدخل التحسينات إلى الأجيال التالية من السفن الحربية. وبنى أكثر من ثلاثين سفينة مدرعة للنهر بحلول نهاية الحرب.
كانت الأخيرة منها جسورة جدًا لدرجة أن البحرية أرسلتها للخدمة في خليج المكسيك، حيث دعموا الهجوم الفيدرالي الناجح على مدينة الميناء الكونفيدرالية المحمولة. وافق جميع الضباط رفيعي المستوى ومن ضمنهم غرانت وشيرمان أن إيدز وسفنه كانت سببًا رئيسيًا لفوز الغرب المبكر بالحرب. بنيت القوارب الأربعة الأولى في مصانع إيدز البحرية المتحدة في كارونديليت، ميسوري. بنيت السفن الثلاثة التالية بموجب عقد إيدز في سكة قطارات ومرفأ سفن ماوند سيتي (إيلينويس). كانت سفن إيدز هي أول السفن المدرعة الخاصة بالولايات المتحدة التي دخلت القتال. في 11 من كانون الثاني (عام 1862) قاتلت سفن إيدز المدرعة سانت لويس وإسيكس السفن الحربية الكونفيدرالية سي إس إس جينيرال بولك وسي إس إس آيفي وسي إس إس جاكسون في منعطف لوكاس، في نهر الميسيسيبي. وفي أعقاب ذلك في 6 من شباط عام 1862، احتلت سفن إيدز المدرعة حصن هنري في نهر تينيسي. كان هذا قبل شهر من الأعمال الحربية للسفينتين المدرعتين سي إس إس فيرجينيا ويو إس إس مونيتور أثناء معركة طرق هامبتون الواقعة في 8-9 من آذار في عام 1862.
أثناء الحرب، كتب إيدز شيكًا لوزارة الحربية بقيمة ألف دولار أميركي لمساعدة الكونفيدراليين المتشردين والمتعاطفين مع الاتحاد. بعد الحرب، نظم معرضًا بهدف جمع المال لآلاف اللاجئين المتشردين في سانت لويس.

## جسر نهر الميسيسيبي

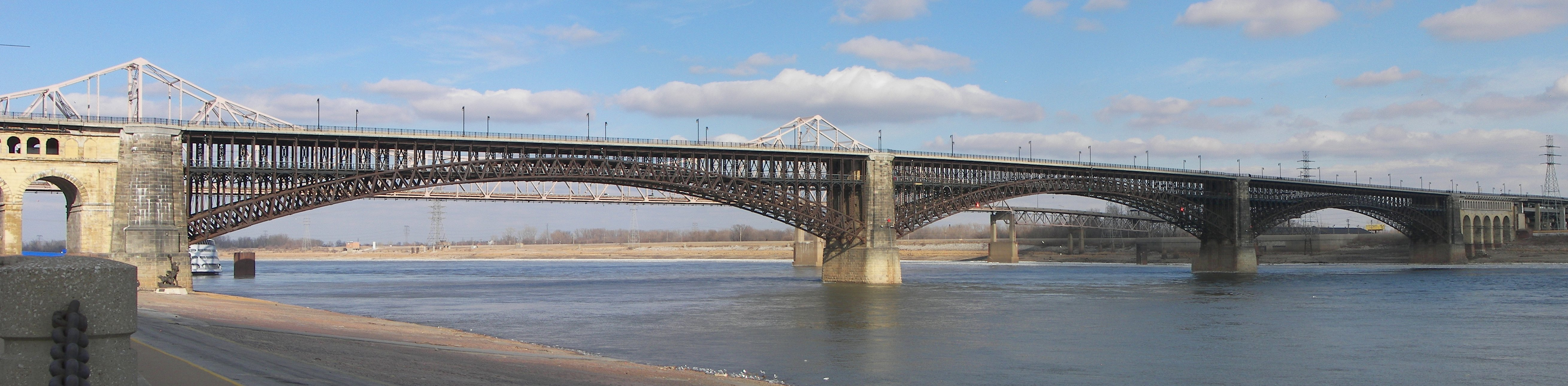
جسر إيدز في سانت لويس

صمم إيدز وبنى أول جسر للطرق البرية والسكك الحديدية فوق نهر الميسيسيبي في سانت لويس. كان جسر إيدز المبني ما بين عامي 1867 و1874 أول جسر بحجم كبير مصنوعًا من الفولاذ بشكل رئيسي، كما كان أطول جسر مقوس في العالم حين انتهوا من بنائه. كان إيدز أول بنّاء جسور يستخدم أسلوب الدعامات، والتي سمحت باستمرار عبور القوارب البخارية أثناء فترة بناء الجسر. لازال الجسر يُستَخدم حتى اليوم حاملًا كلًا من السيارات والقطارات الخفيفة فوق النهر. كان جسر إيدز أول جسر يسمى تيمنًا بمهندسه.

## تصاميم نهر الميسيسيبي
عانى نهر الميسيسيبي الممتد على أكثر من مائة ميل بين مرفأ نيو أورليانز ولويزيانا وخليج المكسيك مرارًا من ترسبات في مخارجه، مما سبب جنوح السفن أو جعل أجزاءً من النهر غير قابلة للملاحة لفترة من الزمن. حل إيدز المشكلة بنظام رصيف خشبي والذي ضيق المخرج الرئيسي للنهر، مما جعل النهر يزيد من سرعته ويشق قناته أكثر عمقًا، مُتيحًا بذلك الملاحة على مدار السنة. عرض إيدز أن يبني الأرصفة أولًا ثم يتقاضى المال من الحكومة لاحقًا؛ كان صائبًا، وأدت الأرصفة بالنهر إلى شق قناة بعمق 30 قدم على مدار 20 عام، وافقت الحكومة على أن تدفع له 8 ملايين دولار أميركي. نجح إيدز، وتم تركيب نظام الأرصفة عام 1876 وأُخليَت القناة في فبراير عام 1877. استثمر الصحفي جوزيف بوليتزر الذي عرف إيدز لخمس سنوات 20,000 دولارًا أميركيًا في هذا المشروع. استدعى فيضان عام 1890 مطلبًا بنظام مشابه على كامل وادي الميسيسيبي. من شأن نظام الأرصفة تلافي الفيضانات عن طريق زيادة عمق القناة الرئيسية. رغم ذلك، كانت هناك شكوك بشأن قدرة الماء على التحرك ضمن نظام الأرصفة لحفر الصخور والطين في قاع النهر. تطوير القنوات الصالحة للملاحة في مصب نهر الميسيسيبي جعلت من إيدز مشهورًا. طوٌّرت بدائل لأرصفة إيدز من قبل كبار المهندسين، بإدماج التكنولوجيات الإبداعية والمفاهيم الجديدة للتصميم البيئي. لم يتم اختبار التكنولوجيات المسجلة التي ابتكرها خوان بوتيستا ميديتشي ولويس إم هاوبت من قبل فيلق المهندسين بالجيش الأميركي، مع أنها كانت قد تغير مستقبل النهر بشكل جذري.

## روابط خارجية
- جيمس بوكانان إيدز على موقع الموسوعة البريطانية (الإنجليزية)